# Daimbacherhof
Der Daimbacherhof ist ein Weiler, der zur Ortsgemeinde Mörsfeld im Donnersbergkreis in Rheinland-Pfalz gehört.

## Geographische Lage
Der Daimbacherhof liegt nordöstlich des Ortes auf einer Anhöhe. Er ist von Feldern umgeben.

## Geschichte
Der Daimbacherhof entstand am Ort eines ehemaligen Zisterzienserklosters, das Kloster Daimbach, das erstmals im Jahr 1291 urkundlich erwähnt und im Jahr 1556 aufgelöst wurde. Der Daimbacherhof war zeitweise ein bedeutendes Zentrum des Quecksilberabbaus, die Gruben um den Daimbacherhof wurden erstmals 1403 urkundlich erwähnt und sind damit die ältesten Quecksilberbergwerke der Pfalz. 1834 wurde der Quecksilberabbau endgültig aufgegeben, seitdem wird auf dem Daimbacherhof überwiegend Landwirtschaft betrieben.

## Wirtschaft und Infrastruktur
Der Daimbacherhof ist über eine Stichstraße aus Richtung Mörsfeld erreichbar.